# Johan 2. af Oldenborg
 Der er for få eller ingen kildehenvisninger i denne artikel, hvilket er et problem. Du kan hjælpe ved at angive troværdige kilder til de påstande, som fremføres i artiklen.

Grev Johann II af Oldenburg (dokumenteret i 1272 i Oldenburg; † 1315) var greve af Oldenburg. Hans forældre var Christian III. von Oldenburg og Jutta von Bentheim.
Efter faderens død i årene 1285 til 1289 var Johann II under værgemål af sin onkel Otto II af Oldenburg-Delmenhorst, der havde bopæl i Delmenhorst, og som tilsyneladende fungerede som værge for sin afdøde brors sønner. I perioden fra 1301 til 1314 underskrev og beseglede han sammen med sin bror Christian, som ikke er nævnt i Rastede-krøniken. Rastede-klostret led under angreb fra Johannes II, og billedet af denne greve i den lokale tradition er tilsvarende negativt: han bragte landet i stor fattigdom, boede i Rastede, skønnet gift, med en konkubine og opførte sig som en bonde (quasi unus rusticus).
Johann var involveret i historien om grundlæggelsen af det dominikanerkloster i Blankenburg ved at tvinge klostret, der oprindeligt blev etableret i Lehe i 1290, fire år senere til at flytte til det økonomisk mindre produktive Hunten-lavland øst for Oldenburg for at begrænse de materielle skader, der blev forårsaget. ved tab af territorium på hans side.
Mod slutningen af det 13. århundrede var Johann involveret i fejder mod Stedingerne og i 1292 eller 1293 i Otto II's mislykkede angreb på ærkebispedømmet i Bremen herskende stilling på Stedinger Lechter-siden.
Kilde Johann II. (Oldenburg)
1. ↑  Navnet er anført på engelsk og stammer fra Wikidata hvor navnet endnu ikke findes på dansk.
2. ↑  Navnet er anført på engelsk og stammer fra Wikidata hvor navnet endnu ikke findes på dansk.
3. ↑  Navnet er anført på engelsk og stammer fra Wikidata hvor navnet endnu ikke findes på dansk.
4. ↑  Navnet er anført på engelsk og stammer fra Wikidata hvor navnet endnu ikke findes på dansk.
5. ↑  Navnet er anført på engelsk og stammer fra Wikidata hvor navnet endnu ikke findes på dansk.